# فرودگاه نقطه آبی پارتریچ
فرودگاه نقطه آبی پارتریچ (به انگلیسی: Sault Ste. Marie/Partridge Point Water Aerodrome) یک فرودگاه همگانی است که یک باند فرود آب دارد. این فرودگاه در کشور کانادا قرار دارد و در ارتفاع ۱۷۷ متری از سطح دریا واقع شده است.